# Salaó
La salaó o la saladura és un mètode de conservació dels aliments que els fa aptes per a un consum perllongat. Tot i que el seu origen no està ben datat, es tenen referències del seu ús a Mesopotàmia al II mil·lenni aC.
Hi ha molts tipus de salaó, però en essència, aquesta tècnica es basa en deshidratar parcialment els aliments per inhibir determinats bacteris amb l'aplicació de sal comuna, com el seu nom indica.
Normalment, s'aplica a aliments com el peix i a les carns, sobretot les porcines (salami). Tot i que també existeix la possibilitat de salar fruites i verdures, per exemple verdures en salmorra.
El procés d’elaboració no és gaire complex, però és molt laboriós. A més, ha de complir amb els criteris microbiològics establerts a escala estatal.

## Història
Per a entendre què és la història de la salaó, primer cal parlar de la sal. L’ús de la sal es remunta als temps antics, en què la sal s’extreia de l’aigua del mar, de diferents dipòsits minerals, de les incrustacions superficials, de llacs salins o fins i tot de deus de salmorra. La sal era un producte que jugava un rol molt important en les economies de moltes regions, i això es pot veure en el nom de diferents localitats. Per altra banda, la sal també s'usava en diferents religions i cultures amb diferents significats, com en les societats de l'Antic Egipte fins a les societats de la edat mitjana.
Això no obstant, molts cops s’utilitzava la sal com a moneda, és a dir, en algunes civilitzacions antigues es feia un monopoli de la sal com en l’Antic Egipte. S’imposaven impostos de la sal, cosa que altres civilitzacions, com la de Atenes o al principi de la República de Roma no feien.
A partir d’aquí, el que se sap és que aquesta pràctica es remunta fins a l'Edat del Bronze, on es venia sal per a utilitzar-la en la conservació del peix a través de la salaó. Tanmateix, es pensa que hi ha diferents inicis en l’ús de la salaó, però no està ben clar, ja que hi ha referències de la Xina del tercer mil·lenni aC o fins i tot de Mesopotàmia del segon mil·lenni aC amb salaons tant de carn com de peix. Hi ha altres teories, com ara que en l’Antic Egipte es va començar a fer la salaó, ja que curaven carn amb sal i també ous de mújol. A més, els primers comerciants i distribuïdors de la salaó en les factories mediterrànies, com la de Màlaga, van ser els fenicis fa 2500 anys.
Com que la pesca era una de les principals activitats per a obtenir aliments, s’obtenia grans quantitats de peix. Per a poder conservar la carn d’aquests era utilitzar la salaó, i no només servia per a conservar les carns, sinó també per transportar i vendre’ls de manera més senzilla.
La salaó va prendre gran rellevància durant l'Imperi Romà, on es coneixia com a Salsamenta, i s’usava perquè altres mètodes com el fumatge o el assecat no eren tan comuns. La importància de la sal en aquesta època era tan gran que en moltes ocasions els soldats romans eren pagats amb sal. Precisament aquest és l'origen del mot salari: als diners que la gent rep després d’un període treballant.
Les principals factories de salaó en l’època romana es trobaven al Mediterrani, principalment al sud d’Espanya, com en Águilas o Massarró. Aquestes factories tenien uns tancs o piletes i unes cubetes que s’utilitzaven per a la maceració del peix amb la sal, la qual cosa podia durar molts mesos. En aquella època el que més es feia en salaó era el peix, però no tots els peixos, sinó alguns com: tonyina, sardina, bonítol, verat, anxova, o sorell.
Més endavant, les principals ciutats comercials van ser Sexi (Almuñécar), Abdera (Adra), Cartago Nova (Cartagena) i Gadir (Cadis). A més, l’època on la salaó estava en el moment de la seva màxima esplendor a Espanya va ser a finals del segle I aC i principis del segle ii, fet que coincideix amb la gran quantitat d’àmfores que es van trobar.
Amb la caiguda de l’Imperi Romà, els pobles posteriors com els visigots, àrabs i jueus van continuar consumint el peix en salaó, i assoliren la màxima esplendor amb el cristianisme gràcies a la quaresma cristiana i la prohibició de menjar carn durant l’època de Quaresma.

### A Catalunya
El comerç de la sal, la pesca i la salaó de peix blau (sardina i anxova) han tingut un paper determinant en el desenvolupament econòmic i social del poble de L’Escala (Girona) al llarg de la seva història. 

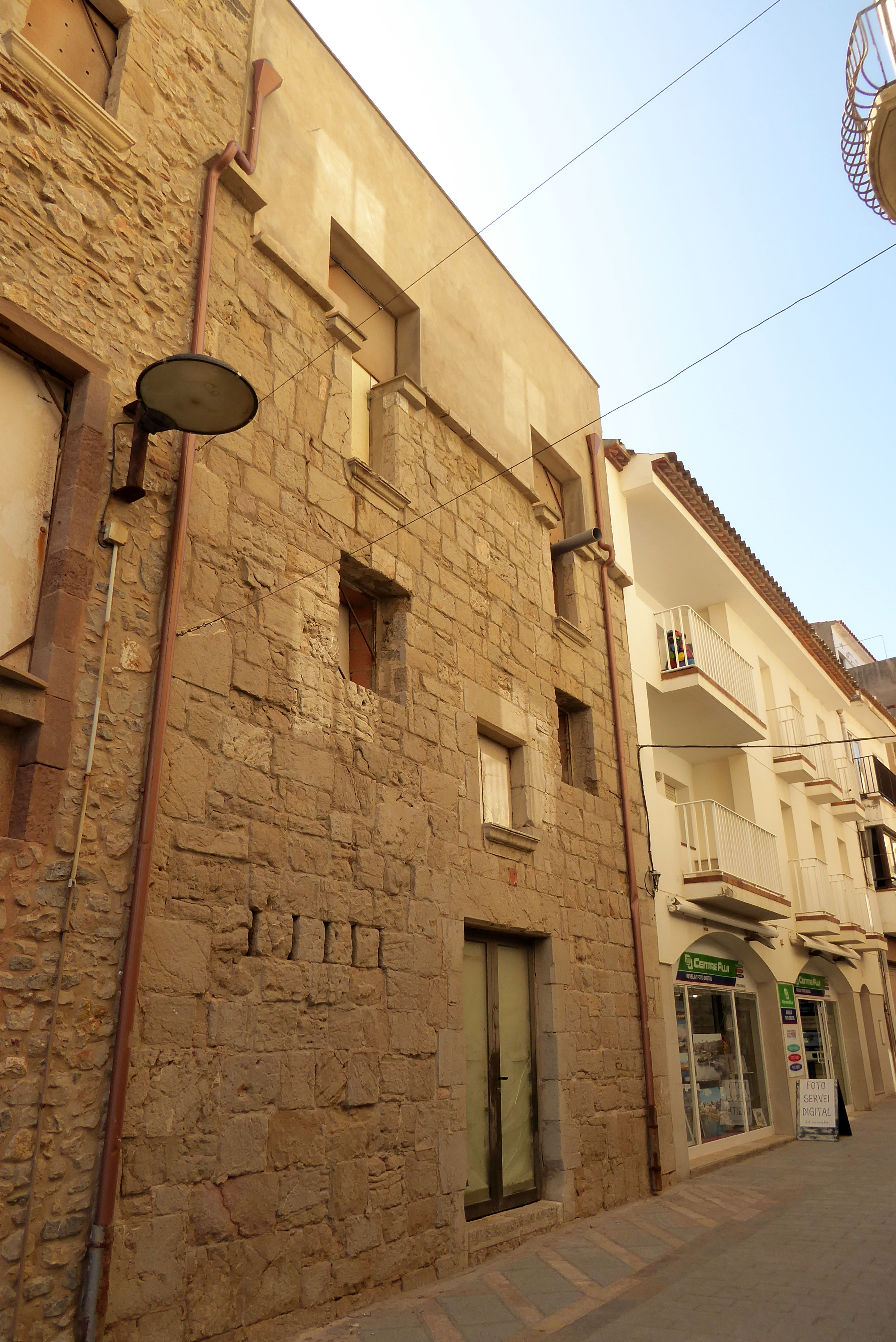
Alfolí de L'Escala

Gràcies al fet de posseir l'alfolí, el petit barri de pescadors de l’Escala dependent d’Empúries, originat al segle XVI, es va transformar en una pròspera vila que va quadruplicar la població, i va arribar als 1.330 habitants al llarg del segle XVIII. Fins al principi del segle XX encara arribaven a la platja de l’antic port grans vaixells de cabotatge carregats de sal i altres mercaderies que es descarregaven a l’Alfolí de la Sal, i des d’allà, a l’interior de Catalunya.
Ja entrat el segle xix, el registre de matrícules industrials de 1847 l'Escala comptava amb deu indústries dedicades a aquesta activitat que figurava amb el nom de Fomentadores de Pesca y Salazón. Saladors de l'Escala van fundar indústries al País Basc (Bermeo). També es van establir a Llançà, Roses, Palamós, Tossa i Sant Feliu de Guíxols. Antigament, s'exportava molt a Itàlia, sobretot a Gènova, on hi havia el mercat principal de l'anxova.
Per altra banda, s’exportaven grans quantitats de barrils d’anxoves i de vi majoritàriament. Més de cent llaguts de sardinals pescaven grans quantitats de peix blau que, un cop al port, es transportaven als diferents salins o fàbriques per a l’elaboració de les salaons.
També, a principis del segle xx, es va substituir l’antic sistema de pesca dels sardinals pel de les teranyines, unes potents barques equipades amb motor que atreien el peix amb els llums i el capturaven per encerclament. Actualment, en queden cinc de les cinquanta que hi havia fins a l’arribada del turisme. Les vuit indústries actuals dedicades a la salaó, la creació de la Denominació de Qualitat Anxova de L’Escala, l’any 1987 i els diferents guardons atorgats per la Generalitat de Catalunya al gremi dels anxovers, avalen aquesta llarguíssima tradició ininterrompuda des del segle XVIII. No oblidem, a més, que en el jaciment arqueològic d’Empúries, en el terme municipal de L’Escala, es troba una de les factories de salaó més antigues de la península Ibèrica, del segle I dC.

### Al País Valencià

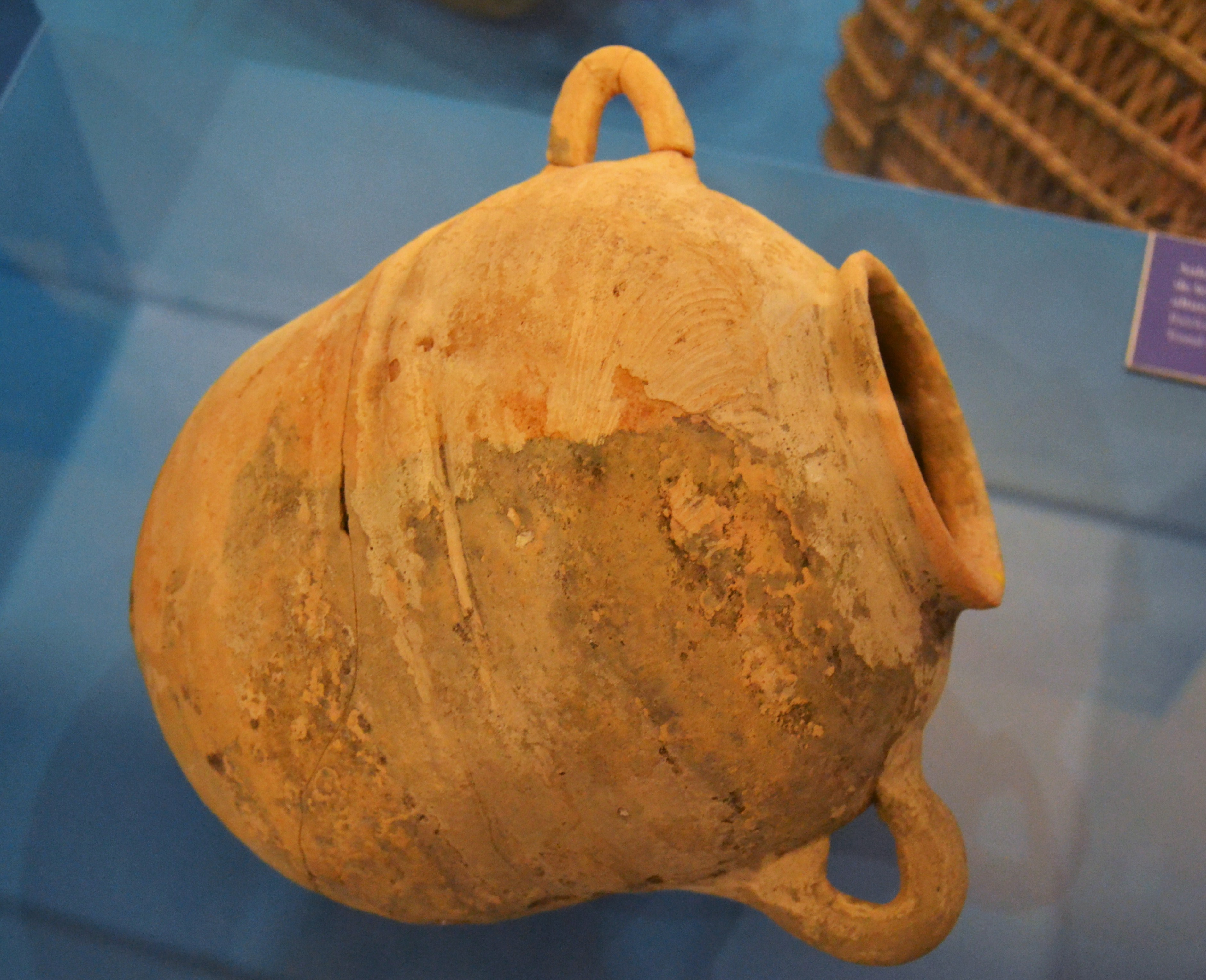
L'àmfora és un recipient que s'utilitzava per a emmagatzemar els productes en salaó, entre altres coses.

El peix en salaó va ser un dels molts béns de consum que va arribar a les terres valencianes entre la meitat del segle II i la meitat del segle I aC; la seva procedència era tunisiana i de l’àrea de l'Estret de Gibraltar (Cadis i alguns punts de la costa del Marroc). Tots aquests aliments en salaó es guardaven i transportaven en àmfores. A més, en alguns assentaments costaners aquestes importacions provinents d'àrees d'influència cultural púnica va arribar a superar fins i tot les que venien de procedència itàlica.
Per altra banda, l'octubre de 1987, es va trobar una factoria de salaó de peix del període del baix imperi a la ciutat de Santa Pola, Alacant (País Valencià). Es creu que aquesta pertany a la segona meitat del segle V aC. Diverses coses que ho indiquen, com una ceràmica de vernís negre i àtica de figures vermelles (àmfores, got, cratera, etc.). A més a més, es va trobar un mosaic policrom amb decoracions geomètriques a la base de les sanefes enllaçant nucs de Salomó amb altres figures, que data del segle IV dC, i això confirma l'extensió de la salaó per la península Ibèrica.

## Processament i normativa

### Processament
El procediment de la salaó sol tenir uns passos determinats. Per exemple en el cas de la salaó de l’anxova destaquem els passos descrits a continuació.

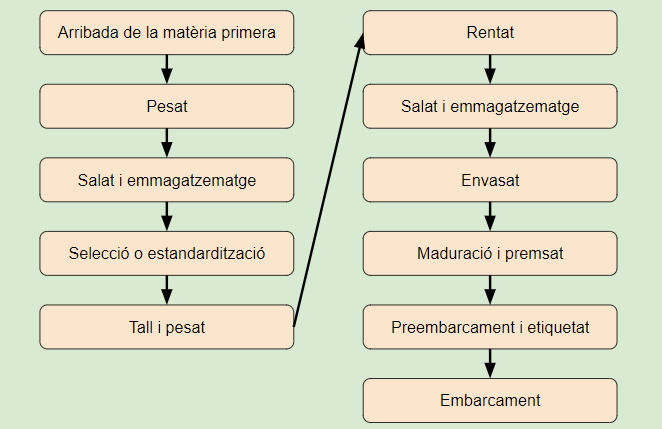
Esquema de les diverses etapes del procés conservatiu que constitueix la salaó.

En primer lloc, arriba la matèria primera a les instal·lacions, mitjançant càmeres isotèrmiques o altres mètodes, i és sotmesa un control físic, de temperatura interna i de nivells d’histamina. Seguidament, es dona la fase de pesat, on es pesa la matèria primera, i s'emmagatzema. Per l'emmagatzematge s'ha de salar la matèria primera i ha de ser dipositada en contenidors específics (“dinos”) amb salmorra al fons.
A continuació es dona la selecció o estandardització, on s’uniformen les mides, masses i mesures de la matèria emmagatzemada. Es torna a donar una etapa de tall i pesat. En aquesta es retira el cap, la massa visceral i la cua, seguint les tècniques HG o HGT i es vigila amb no retirar els enzims del tracte digestiu, útils en el procés. També es fa una darrera etapa de pesat. Posteriorment, es fa un rentat per immersió en un tanc amb salmorra saturada. Per tant, es sala i s'emmagatzema temporalment en contenidors.
En els últims passos es fa l'envasatge, on es drena la salmorra dels contenidors anteriors i la matèria és novament salada i emmagatzemada en barrils, i la maduració i el premsat, on es premsa el producte en els barrils i es deixa madurar aproximadament durant un mes. Per tal d’evitar el contacte directe de la matèria amb la premsadora, s’usa una safata de plàstic o material no absorbent. En última instància es fa el preembarcament i l'etiquetatge, on es retiren les safates plàstiques i es torna a aplicar una capa de salmorra. Finalment, s’embarca el producte i s’envia a les cases de comercialització.
A Catalunya, pren molta importància l'anxova de l'escala. El processament de l'anxova de l'escala, concretament de M. Sureda, es divideix en 9 passos: la compra d'anxoves, l'arribada a l'obrador, els esganyats i salats, la maduració, etapes de dessalar i rentar, filetejar, envasar, ruta del preetiquetatge i finalment l'etiquetatge.

### Normativa
Pel que fa a la reglamentació espanyola sobre la Salaó, en el Butlletí Oficial de l'Estat (BOE) trobem cinc decrets principals. El primer és vigent des de l’any 1964, on es determinen les condicions d’exportació la salaó i altres conserves i semiconserves de peix.
Algunes d’aquestes condicions són que el producte ha de seguir les condicions sanitàries que determini la legislació espanyola (en aquest cas es correspondrien amb les redactades a la llei 33/2011, de 4 d'octubre o llei “General de Salut Pública”) i en els casos pertinents la legislació del país comprador. També es presenten altres punts, concretament prohibicions, com per exemple: la prohibició de comercialitzar amb productes que presentin defectes en els seus envasos com oxidacions, no hermeticitat en el tancament… La prohibició de comercialitzar amb productes que presentin defectes en les propietats organolèptiques convencionals, com serien la consistència, el sabor o l’olor, o la prohibició de comercialitzar amb productes que tinguin patògens alliberadors de toxines o no, o productes tòxics en una concentració superior a la marcada per la legislació del país comprador.
A part d’això, l’any 1985 es va aprovar una nova ordre amb una llista dels additius que es podien posar a salaons càrnies curades o no.
Respecte a decrets relacionats amb la salaó, l'any 2011 es troba la darrera actualització del Reial decret 1424/1983: “Reglamentació Tècnic-Sanitària per a l'obtenció, circulació i venda de la sal i salmorres comestibles”. Aquest decret és important, ja que la Salmorra és utilitzada en alguns casos per la conservació de salaons, i de peix i carn.
Pel que fa a la Salaó de carn, el 2014 es va fer un decret en el qual s'aprovava la norma de qualitat de derivats carnis. En aquest s'inclouen productes obtinguts mitjançant l'ús de la salaó, com el pernil salat entre d'altres.
En tot cas, cal tenir present el Reial decret 1521/1977, on s'aprova la Reglamentació Tècnic-Sanitària dels Productes de Pesca destinats al Consum Humà. En aquest es determina que els aliments tractats amb sal han de presentar unes qualitats determinades, entre elles: sabor i aroma distintiu del producte, carn d’aspecte blanc-vermellós, contingut de clorur mínim de 12/100 mm, consistència compacta, gust salat, encara que variable segons l’espècie emprada i el tipus de preparació i, finalment, presència d’additius autoritzats per la Direcció General de Sanitat específicament per aquests productes.

## Tipus de salaó
Els principals mètodes duts a terme per la indústria de la salaó són els següents:
- Salaó en sec: es disposa l’aliment en capes alternes de sal, en un recipient (preferiblement de plàstic) amb una perforació en la seva part inferior; aquest forat permet l’eliminació de l’aigua resultant del procés d’osmosis. El procés es dona entre 14 i 21 dies.[18]
- Salaó per injecció: l’ús d’aquest mètode ha augmentat en els últims anys. Consisteix en la injecció a alta pressió de salmorra, a través d’un sistema de múltiples xeringues, dins la carn de l’aliment. La concentració salina es dilueix gràcies a la presència de líquid muscular, causant la seva migració a altres parts del teixit. S’ha de tenir en compte la possibilitat de contaminació per metalls, com a conseqüència per l’ús d’agulles.[18]
- Salmorra: habitualment es du a terme com a pas previ abans de la salaó en sec. L’aliment es submergeix en una mescla de sal i aigua; la concentració d’ambdós productes pot variar segons l’empresa productora.[18]
- Salaó en fred: En aquest procediment, l’aliment es barreja amb sal i gel en contenidors oberts. La proporció normalment ronda els 10-12 kg de sal per 100 kg de gel. El producte es conserva a 0 °C.[19]
- Salaó al buit: l’aliment es col·loca a una bullidora tancada hermèticament. Prèviament cobert amb salmorra, aquest se sotmet, en primer lloc, a altes pressions. Seguidament, es treu tot l’aire del recipient. D’aquesta manera, la sal penetra més ràpidament, ja que l’aigua ha sigut aspirada en un temps reduït.[19]
- Salaó per premsatge: el producte s’emmagatzema en una solució salina saturada durant un període de 5 a 20 dies. A continuació, l’aliment és premsat cada 30 minuts durant les primeres 10 hores del procés, i després cada hora en les últimes 10.[19]

## Microbiologia de la salaó

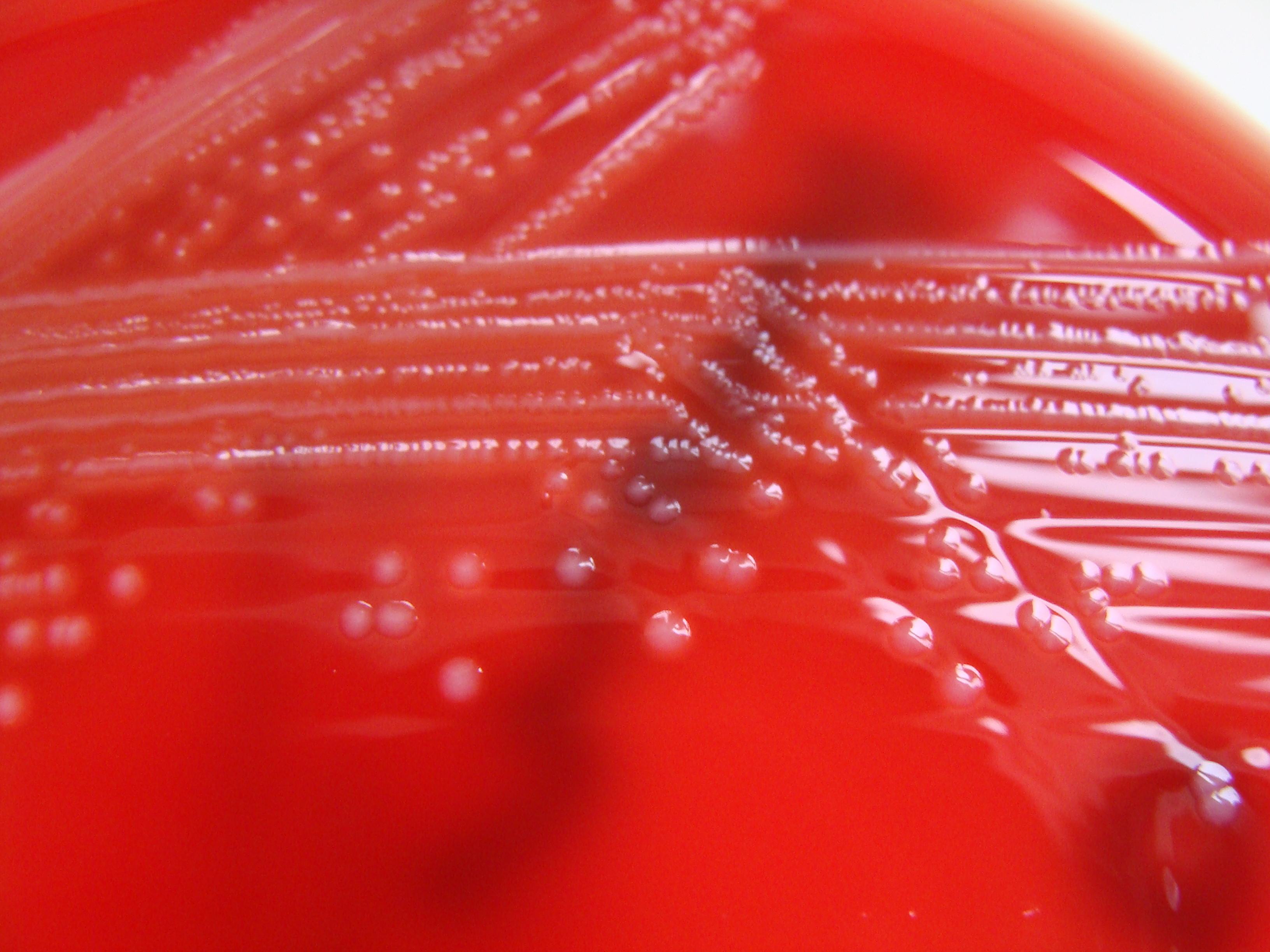
Creixement de Listeria monocytogenes en placa d'Agar sang.

La salaó és un potent mètode de conservació bacteriostàtic (no confondre amb el terme antimicrobià). D’una banda, l’addició de sal, a altes concentracions, a l’aliment crea un efecte osmòtic per a les cèl·lules que es troben presents; això provoca la plasmòlisi d’aquestes, inactivant l’efecte dels possibles patògens. D’altra banda, estudis remarquen la disminució de tolerància al CO₂ dels microorganismes per l’absència d’oxigen, la pertorbació de la proteòlisi i la toxicitat del clor, tot a conseqüència del tractament amb sal.
En el procés de salat, a partir d’una concentració de NaCl de 4%, el recompte total de bacteris aeròbies mesòfiles i de bacteris de l’àcid làctic es veu reduït significativament, i a partir de concentracions del 7,5% s’observa una forta inhibició.
Malgrat i tot, certs microorganismes poden tolerar les condicions d’alta salinitat; són els coneguts com a halotolerants o halòfils. Alguns exemples són Listeria monocytogenes, Staphylococcus aureus i Vibrio parahaemolyticus (halòfil).
La seva presència es pot detectar per l’aparició de taques vermelles, canvi del gust característic per un de ranci i la degradació de la pell del producte, entre d'altres.

### Criteris microbiològics
Segons el Reglament (CE) núm. 2073/2005 de la Comissió, referent als criteris microbiològics aplicables a productes alimentaris, els valors acceptables pels aliments conservats amb el mètode de salaó (sigui en sec o amb salmorra) s’exposen en la següent taula.
| Aliments | Legislació o Recomanacions                                                              | Aerobis mesòfils                              | Enterobacteris coliformes                     | E. coli                                       | S. aureus                                     | Salmonella, Shigella, Floridures, Listeria monocytogenes | Especificaciones |
| --- | --------------------------------------------------------------------------------------- | --------------------------------------------- | --------------------------------------------- | --------------------------------------------- | --------------------------------------------- | -------------------------------------------------------- | --- |
| Productes de la pesca sec-salats, salaó i dessecats | Reglament CE 2073/2005 CE 1441/2007 CE 229/2019                                         | -                                             | -                                             | -                                             | -                                             | Listeria monocytogenes: n=5, c=0 No detectat/25g         | Només aplicar si Aw > 0,92                                                                                                 |
| Productes de la pesca sec-salats, salaó i dessecats | Reglament CE 2073/2005 CE 1441/2007 CE 229/2019                                         | -                                             | -                                             | -                                             | -                                             | Listeria monocytogenes: n=5, c=0 100 ufc/g               | |
| Anxoves en salmorra | Recomanació Comissió 2001/337/CE                                                        | n=5, c=2, m=10⁵, M= 10⁶                       | n=5, c=1, m=1, M=100                          | n=5, c=1, m=10, M=100                         | -                                             | Listeria monocytogenes: n=5, c=0 100 ufc/g               | Les proves es realitzaran amb E.coli o coliformes                                                                          |
| Productes de la pesca (excepte salses de peix per fermentació), sotmesos a tractament de maduració enzimàtica en salmorra fabricats a partir d’espècies associades a un alt contingut d’histamina (anxoves i sardines en salaó, etc.)                                    | Rgto. 2073/2005Rgto. 1441/2007 Rgto 1019/2013 i correcció d'errades D.O.U.E. 20/07/2016 | Histamina: n=9, c=2, m= 200mg/Kg, M= 400mg/Kg | Histamina: n=9, c=2, m= 200mg/Kg, M= 400mg/Kg | Histamina: n=9, c=2, m= 200mg/Kg, M= 400mg/Kg | Histamina: n=9, c=2, m= 200mg/Kg, M= 400mg/Kg | Histamina: n=9, c=2, m= 200mg/Kg, M= 400mg/Kg            | El reglament menciona les següents famílies: Scombridae, Clupeidae, Engraulidae, Coryfenidae, Pomatomidae i Scombresosidae |
| n: nombre d’unitats de mostra analitzades d’un lot. m: concentració màxima permesa d’un microorganisme per g o ml d’aliment. c: número màxim acceptable de ‘n’ amb resultats no satisfactoris (>m). M: concentració inacceptable d’un microorganisme per g o ml aliment. |                                                                                         |                                               |                                               |                                               |                                               |                                                          | |

Les anteriors normes s’apliquen en diferents fases del processament de l’aliment. En el primer cas, s’efectuaran abans que l’aliment deixi el control immediat dut a terme per l’empresa encarregada de la seva producció. Si el producte en qüestió no ha passat l’anterior fase, i no es pot demostrar que està dins el límit de ufc/g (100 ufc/g), aquest es considerarà: satisfactori, si els nombres adverteixen absència de microorganismes, o insatisfactori, si es demostra presència.
En la resta de productes mostrats a la taula, els criteris microbiològics s’aplicaran durant la vida útil d’aquests. Es consideraran satisfactoris si els valors no superen o igualen el límit establert, i insatisfactoris si aquests valors superen el llindar.

## Acció química

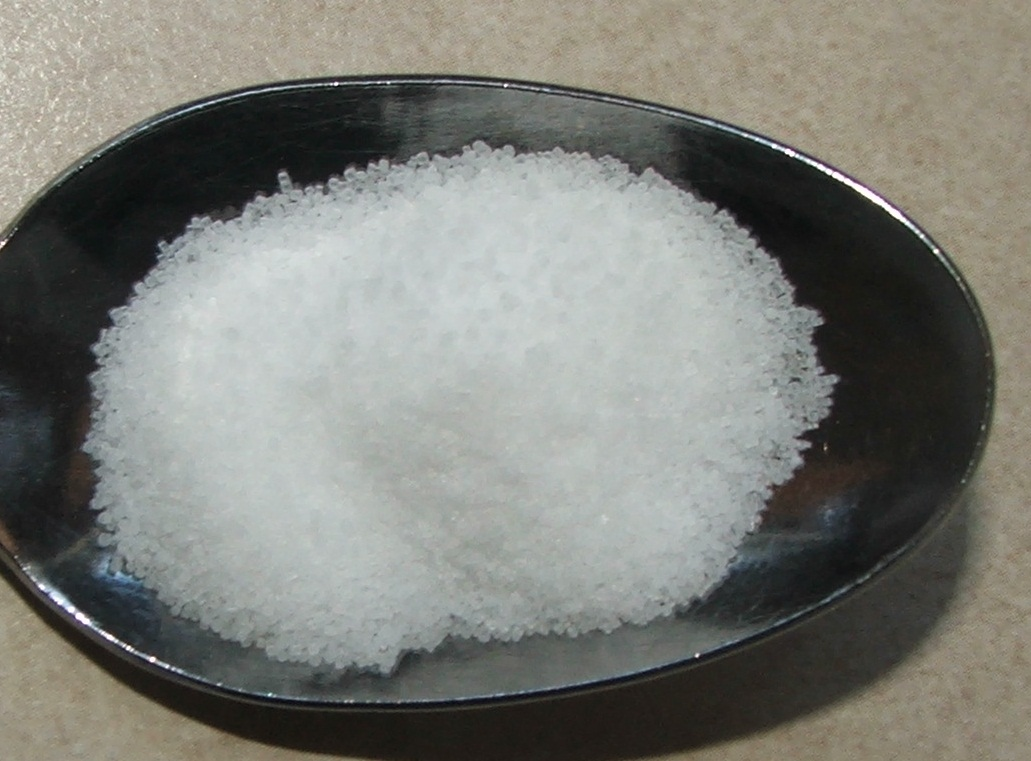
Clorur de sodi, anomenat també sal comuna.

El clorur de sodi (o més col·loquialment anomenat sal) actua com a deshidratant dels aliments perquè és un producte higroscòpic. Les forces iòniques de la sal atrauen fortament les molècules d’aigua que són altament polars.
Tenint en compte que els bacteris que es desenvolupen sobre el menjar i el fan malbé, necessiten humitat per desenvolupar-se, la sal esdevé una eina molt útil per evitar-ho.
La sal, en absorbir en gairebé la seva totalitat l’aigua dels aliments, disminueix l'activitat de l’aigua (o aw) d’aquests. Aquest paràmetre mesura la quantitat d’aigua en l’aliment disponible pels microorganismes. Si aw disminueix, menys aigua queda disponible perquè es desenvolupi vida microbiana. Concretament, la sal disminueix l’aw fins a un valor de 0,60, a partir del qual el creixement de microorganismes patogens és pràcticament impossible.
| Interval d'aw | Microorganismes |
| ------------- | --- |
| 0,95 - 1,00   | Pseudomonas, Escherichia, Proteus, Shigella, Klebsiella, Bacillus, Clostridium perfingens, alguns llevats |
| 0,91 - 0,95   | Salmonella, Serratia, Lactobacillus, Pediococcus, Vibrio parahemolyticus, Clostridium botulinum, Bacillus cereus, Pseudomonas aeruginosa, Staphylococcus aureus, alguns fongs i llevats (Rhodotorula, Pichia) |
| 0,87 - 0,91   | Majoria de llevats: Torulopsis, Candida, Hansenula |
| 0,80 - 0,87   | Majoria dels fongs Penicilium |
| 0,75 - 0,80   | Bacteris halòfils. Majoria dels fongs Aspergillus |
| 0,65 - 0,75   | Fongs xeròfils |
| 0,60 - 0,65   | Llevats osmòfils: Saccharomyces rouxii. Alguns fongs: Aspergillus echiulatus, Monascus bisporus |

Procés d'osmosi en tres tipus de medi.

Però a més a més, aquest mètode de conservació d’aliments es basa en l'osmosi, un procés químic on les molècules difonen del medi més concentrat almenys concentrat. Els éssers vius han de mantenir un equilibri osmòtic constantment per evitar la deshidratació o hiperdratació de les cèl·lules, ja que això provocaria la mort de l’organisme. Per tant, quan es troben en un medi hipertònic, les cèl·lules expulsen aigua per dissoldre la sal externa i aconseguir tenir la mateixa concentració de soluts a l’exterior i a l’interior. I al revés, quan el medi és hipotònic, les cèl·lules absorbeixen aigua.
En conseqüència, quan es porta a terme la salaó, la concentració salina al medi extern és major que al medi intern dels propis microorganismes, provocant que aquests expulsin aigua a fora i es produeixi el fenomen de plasmòlisi i els microorganismes morin deshidratats per xoc osmòtic.

### Processamentpost mortem
També cal fer referència a l’acció química de la sal en el processament post mortem d’aliments com el peix. Hi ha enzims com les catepsines, que mentre l’organisme està viu no tenen activitat, però un cop l’organisme pateix abús físic o un procés de congelació i descongelació, s’activen. La seva funció és la degradació autolítica del peix i, per tant, la qualitat del producte disminueix. En aquest cas, la sal actua com una forta inhibidora d’aquest procés enzimàtic perquè els enzims generalment no poden tolerar concentracions molt altes salines perquè els ions soluts desestabilitzen les estructures proteiques.

### L'absorció de la sal per part dels aliments
Seguint el principi de l'osmosi, la sal externa entrarà dins l’aliment on hi ha una concentració menor de soluts. Aquest és un procés especialment important en aliments com el pernil salat. La velocitat d’absorció de la sal es veu influenciada per factors extrínsecs, que serien la temperatura (l’augment d’aquesta afavoreix l’absorció) i, per factors intrínsecs, que serien el pH (l’augment d’aquest, desfavoreix l’absorció) i la quantitat de grassa en el múscul.

## Productes gastronòmics
La salaó és una tècnica de conservació aplicable a tots els aliments (fruites, verdures…). Tanmateix, la gran majoria de productes tractats amb aquest mètode de conserva són peixos i carns.
La gran majoria de salaons són originaris de la zona mediterrània, però també es consumeixen en diverses parts del món. Alguns exemples d’aquests aliments són:
| Aliment                     | Descripció | Imatge |
| --------------------------- | --- | ------ |
| Oliva de Kalamata           | Aperitiu típic de Grècia que consisteix en olives negres de forma almendrada que es conserva en vinagre o oli de oliva. El mètode de preparació i conservació, com es fa normalment amb totes les olives, és el salaó.                                              |        |
| Pernil salat                | Producte derivat de les potes posteriors del porc, el qual és salat i assecat al aire. És típic de la península Ibèrica i Espanya n'és el principal proveïdor. |        |
| Moixama                     | Part del llom de la tonyina que s’elabora amb un procés de salaó i un posterior assecat a l’aire lliure. És un aperitiu de taula típic del País Valencià. |        |
| Bacallà en salaó            | Forma processada del bacallà que consisteix en practicar-li la dessecació mitjançant la sal. És típic d’Espanya, d’Itàlia, Portugal (plat nacional), Noruega i Mèxic.                                                                                               |        |
| Anxova                      | Aliment en conserva (típicament petits peixos blaus), tractat amb la tècnica de la salaó en salmorra, i posteriorment macerat amb oli d’oliva o sal. És típic de la zona mediterrània; destaquen el Marroc i el nord de la península Ibèrica.                       |        |
| Arengada                    | És un encurtit que es basa en salar el peix per extrau-re l’aigua, després aquesta sal es retira i el resultat es condimenta amb una salsa de vinagre, sal, sucre i espècies. És molt típica de Dinamarca, Suecia, Finlandia, Alemania, Rusia i els països bàltics. |        |
| Garum (antiga salsa romana) | Salsa típica de l’Antiga Roma, feta amb vísceres de peix, cobertes amb grans quantitats de sal, i una varietat àmplia d’espècies aromàtiques. La barreja es deixava reposar al sol de dos a tres mesos, i el líquid resultant era el que es consumia.               |        |
| Biltong (carn de bou seca)  | Plat típic de Sud-àfrica fet amb tires de carn marinades amb vinagre, sal, herbes i espècies. |        |
| Botàriga                    | És un aliment típic de diverses regions costaneres de la mar Mediterrània, especialment a l'Alguer, que consisteix en els ous d’alguns peixos que es salen i s’assequen.                                                                                            |        |
| Tonyina de sorra            | Aliment provinent de la ventresca de la tonyina, la qual es prepara en salaó i, posteriorment, s’asseca. És un producte molt típic de les comarques del Sud valencianes, sobretot en l'Alacantí.                                                                    |        |
| Fesikh                      | Producte del mar, especialment el cabeçut, el qual es consumeix semiputrefacte, assecat i salat. És típic de la gastronomia egípcia. |        |

## Indústria

### Instal·lacions
Cada empresa dissenya les seves instal·lacions en base a les seves preferències i tècniques. En quant la indústria càrnia dedicada a la salaó del pernil, comunament les naus industrials es divideixen en 3 mòduls:
Primerament, hi ha el mòdul pre-salaó, on trobem un sistema de ventilació format per diferents conductes laterals i sistemes de comportes que regulen l'aire per tal d’aconseguir un flux d’aire en moviment continu dins el local. A més, es poden instal·lar uns conductes al sostre que permetin aspirar les partícules d’aigua i reduir en la seva màxima proporció la quantitat d’humitat en l’ambient. L’objectiu és aconseguir un espai on l’aliment es pugui deshidratar correctament a baixa temperatura i evitant la proliferació bacteriana.
A continuació, hi ha el mòdul de salaó, on trobem al sostre evaporadors de fred estàtic i termoconvectors que contenen una bateria que funciona amb aigua calenta. Aquests dos sistemes permeten regular la temperatura i humitat adequada perquè el producte absorbeixi la sal.
Finalment, hi ha el mòdul post-salaó, on es continua treballant amb poca humitat. Aquesta permet una deshidratació gradual del pernil i redueix la possibilitat d’incrustració.
Tots aquests sistemes mencionats són assistits per ordinador per a tenir un registre dels valors de la temperatura, humitat, entre altres paràmetres, per tal de fer un seguiment correcte del producte.

### Economia i innovació industrial de la salaó
Actualment, les petites i mitjanes empreses són les més afectades en l'àmbit de la indústria alimentària. Això es deu a la tendència a anar cap a una economia mundial, traduïda en la creació de potents empreses multinacionals, i l’augment de preus de productes de primera mà. Com a conseqüència, les empreses més perjudicades es veuen obligades a innovar constantment els seus productes, processos i mecanismes de comercialització.
Aquesta realitat sovint és plasmada en la societat espanyola, on les petites empreses de salaó es veuen amenaçades per la mundialització de l’economia. En regions de secà com Andalusia s'estan aplicant noves estratègies per mantenir-se com a competents en la indústria.
Un exemple d’aquestes innovacions respecte als productes seria la diversificació de formats presentació dels productes: el bacallà tradicional és presentat en filets, tires, daus, etc. Així com la introducció de productes “llestos per menjar” o per cuinar. De cara a les innovacions en el mercat, també s’ha augmentat la capacitat productiva de les empreses amb noves plantes de processat o usant marques blanques en la comercialització.

### Rol de gènere
Els rols de gènere romanen vigents a la societat actual, i això ho veiem des de conceptes com és el sostre de vidre o les fortes desigualtats salarials i de condicions laborals entre homes i dones.
Així doncs, no és d’estranyar que la indústria de transformació de peix (producció de peix en salaó) també presentés o presenti discriminació de la figura de la dona. Un dels casos més remarcables on es pot observar aquest fet és a Galícia, on la indústria marítima ha mantingut una importància vital des de l’inici. Per exemplificar el punt prèviament comentat, trobem el cas del municipi de Bueu.
Entre els anys 1870 i 1936, la indústria en el municipi Bueu era fortament sexista. Hi havia una marcada segmentació de gènere que afectava el sou, a la posició laboral (referent a nivell de qualificació) i fins i tot a les formes de contractació. Aquesta segmentació s'iniciava en l’àmbit familiar: quan les noies entraven a la indústria, ho feien amb les seves mares a plantes de processament o com a ajudants auxiliars en la pesca. En canvi, els nois tenien una formació laboral més estructurada, fent que d’entrada poguessin accedir a una posició laboral millor i més ben remunerada. A més el tipus de contracte masculí era fix, mentre que el femení acostumava a ser temporal. Això, juntament amb la devaluació del treball de la dona, va ser traduït en una baixada del seu sou. Finalment, si bé és veritat que va sorgir un moviment sindicalista femení, aquest va sorgir amb molt més retard que el masculí, allargant la desigualtat de gènere en el sector.

## Salut
Segons la World Cancer Research Fund International, i sobretot a l’Àsia, la consumició de menjars que estan preservats en salaó, com les verdures, el peix en sal o els menjars en salaó en general, són un dels principals causants del càncer d’estómac.
A més a més, no sols es pot originar un càncer d’estómac, sinó que també podem tindre problemes cardiovasculars. Això és perquè la salaó conté elevades quantitats de sal, per tant, el producte que tingui aquest tipus de conservació serà un producte que tindrà elevades concentracions de sal, la qual cosa el que fa és augmentar la pressió sanguínia, fent que es generi una hipertensió.

## Religió
En el judaisme, el Torà indica la prohibició del consum de sang en els aliments. Principalment, es du a terme el Shojet, que és el mètode preferent de matança dels animals. Com a postprocessament, es pot realitzar el caixer, amb l’objectiu d’eliminar totes les restes sanguínies de la pell de l’animal. La carn se submergeix primer en aigua, i després es recobreix sencera de sal. Finalment, la sal es renta, i el producte és l'esmentat caixer.
La religió islàmica també prohibeix la consumició d’aliments amb sang. Els mètodes halals, de la mateixa manera que en el judaisme, dicten el drenatge de sangs dels productes d’origen animal; encara que no és tan habitual, poden utilitzar la salaó amb aquest objectiu.